# 벨뷔 (스위스)

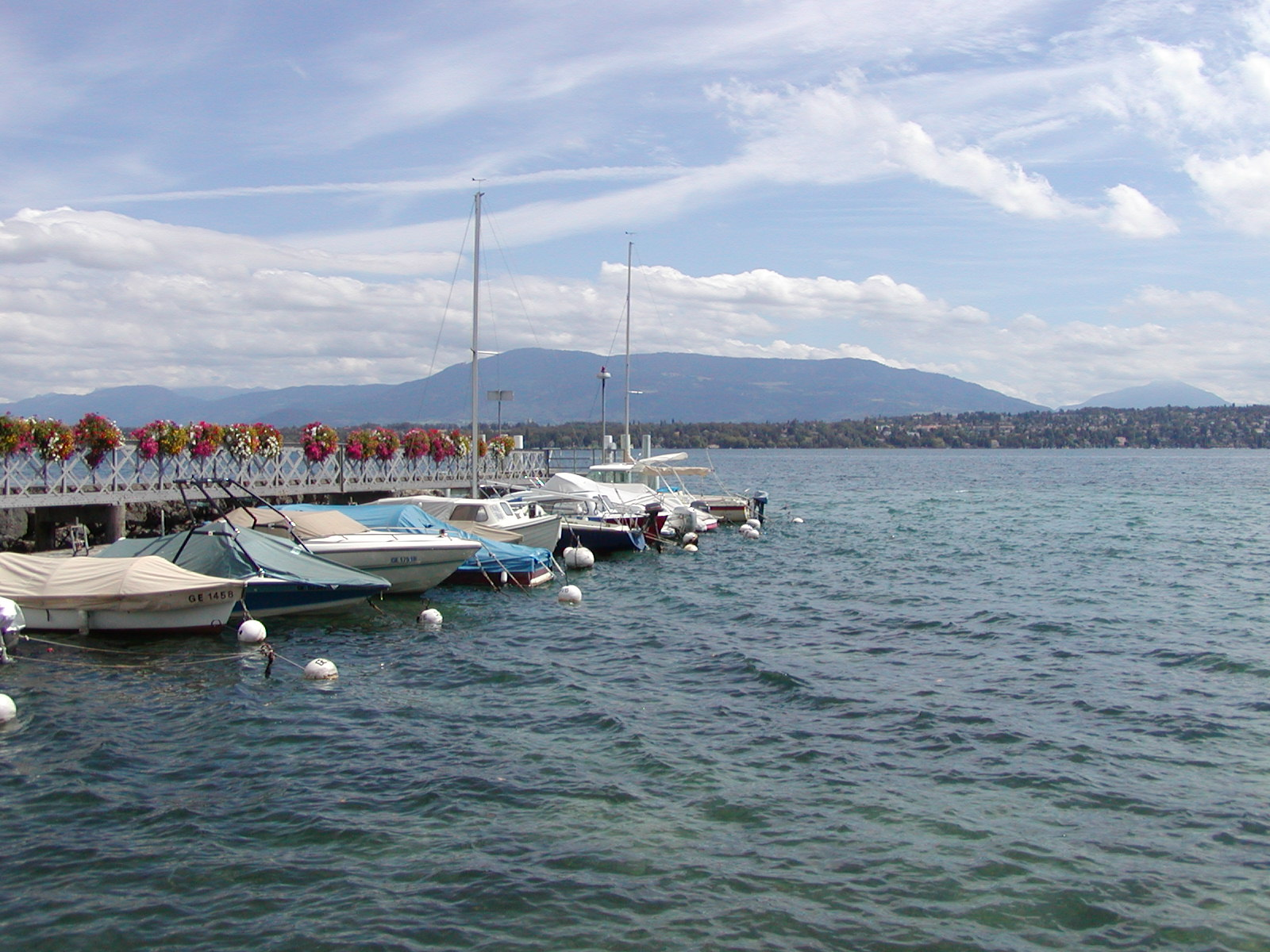
벨뷔

벨뷔(프랑스어: Bellevue)는 스위스 제네바주에 위치한 도시로 면적은 4.35 km2, 높이는 378m, 인구는 3,260명(2015년 12월 기준), 인구 밀도는 750명/km2이다. 레만호 북안과 접한다.

시 문장